# Kudineerakatti, Holalkere
Kudineerakatti là một làng thuộc tehsil Holalkere, huyện Chitradurga, bang Karnataka, Ấn Độ.